# Revolución Civil
Revolución Civil (Rivoluzione Civile, RC) fue una coalición política italiana creada para las elecciones generales de 2013.
Dicha coalición se inspiraba en una política anti-corrupción, anti-mafia, comunista y ambientalista.
Presentaba una única lista, estaba liderada por Antonio Ingroia y sus integrantes eran:
- Italia de los Valores, liderada por Antonio Di Pietro.
- Movimiento Naranja, liderado por Luigi de Magistris.
- Partido de la Refundación Comunista, liderado por Paolo Ferrero.
- Partido de los Comunistas Italianos, liderado por Oliviero Diliberto.
- Federación de los Verdes, liderada por Angelo Bonelli.

La coalición recogió 765.172 votos (2,25%) lo que no fue suficiente para alcanzar representación en la cámara.